# هال دیلی میل
هال دیلی میل یک روزنامه منطقه‌ای انگلیسی برای کینگستون اپان هال در شرق رایدینگ یورکشایر است. هال دیلی میل از سال ۱۸۸۵ در قالب‌های مختلف منتشر شده است. نسخه دوم، ایست رایدینگز میل، ریدینگ شرقی یورک‌شر را در خارج از شهر هال پوشش می‌دهد. این روزنامه همه روزه به جز یکشنبه منتشر می‌شود.
این روزنامه توسط میل نیوز و مدیا منتشر شده است. میل نیوز و مدیا دو هفته نامه رایگان به نام‌های هال ادورتایزر و بورلی ادورتایزر و یک ماهنامه به نام ژورنا را منتشر می‌کند. در سال ۲۰۱۲، لوکال ورلد مالک نورتکلیف مدیا را از دی‌ام‌جی‌تی به دست آورد. تینی میرور در سال ۲۰۱۵ لوکال ورلد را خریداری کرد و اکنون با نام ریچ پی‌ال‌سی شناخته می‌شود.

## تاریخچه

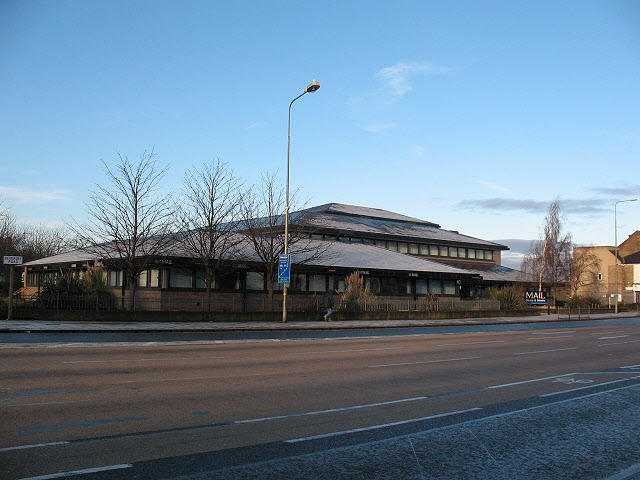
دفاتر هال دیلی میل در خیابان بورلی در ژانویه ۲۰۱۱

خاستگاه هال دیلی میل را می‌توان به هال پکت و هامبر گزت منتسب کرد، هال دیلی میل یک مجله هفتگی است که در ۲۹ مه ۱۷۸۷ تأسیس شد و در خیابانی در اسکیل لاین که امروز بخشی از شهر قدیمی هال است چاپ شد. نام آن در سال ۱۷۸۸ به هال پاکت تغییر یافت. در سال ۱۷۲۷ به هال پاکت و هامبر مرکوری تغییر نام داد و سپس در سال ۱۸۳۳ مجدداً به هال پاکت تغییر نام پیدا کرد. یک شماره از بسته هال شامل چهار صفحه با هشت ستون متن در هر صفحه بود و قیمت آن هفتگی آن (۰/۰۳ پوند) بود. در سال ۱۸۵۷ یک نسخه شنبه به نام هال و لینکلن‌شر تایمز شمالی در کنار پاکت راه‌اندازی شد.در سال ۱۸۸۵، کنسرسیومی متشکل از بازرگانان از جمله فردریک برنت گروترین، نماینده محافظه کار در پارلمان کینگستون در هال شرق، هال را خریداری کردند و در ۲۹ سپتامبر ۱۸۸۵ اولین نسخه هال دیلی میل جدید از چاپخانه‌ای در وایت‌فری‌آرگیت منتشر شد. انتشار روزنامه هال در کنار روزنامه جدید تا ۲۶ فوریه ۱۸۸۶ ادامه یافت و با شماره ۵۲۸۸ بسته شد.
به عنوان بخشی از بازسازی ترینیتی میرور، نیل هاجکینسون، سردبیر هال دیلی میل، در فوریه ۲۰۱۶ به سردبیری مناطق هامبر و لینکلن‌شر ارتقاء یافت و بر گریمسبی تلگراف، اسکان‌تورپ تلگراف و لینکلن‌شر اکو و همچنین میل نظارت داشت. در مارس ۲۰۱۸ عناوین ریچ پی‌ال‌سی برای شمال شرق، از جمله کرونیکل، ژورنال و تی‌ساید گازت، به مجموعه عناوین او اضافه شد.
در سال ۱۹۹۸، هال دیلی میل وب سایت خود را راه اندازی نمود. در سال ۲۰۰۶ این وب‌سایت برای راه‌اندازی سرویس روزنامه‌نگاری ویدیویی آنلاین هال دیلی میل، اولین سرویسی که برای یک روزنامه محلی در بریتانیا راه‌اندازی می‌شود که یک وب‌سایت خبری ورزشی به نام اسپورتس هال بود را در سال ۲۰۰۷ راه‌انداخت.
در سال ۲۰۱۵، هال دیلی میل لوگوی جدیدی را برای روزنامه و وب سایت طراحی کرد که جایگزین لوگوها و سبک‌کاری شد که در اواسط دهه ۲۰۰۰ استفاده می‌شد، و همچنین مکمل‌های آخر هفته و یک تلویزیون و راهنمای سرگرمی به نام «نما» را معرفی کرد.
هال دیلی میل پس از اینکه شرکت ترینیتی میرور در سال ۲۰۱۷ آن را تصاحب کرد، سر بنر خود را در وب سایت‌اش به «هال لایو» تغییر داد. ترینیتی میرور در می ۲۰۱۸ به ریچ پی‌ال‌سی تغییر نام داد.

## جوایز
این روزنامه پنج بار در سالهای ۲۰۰۳، ۲۰۰۴، ۲۰۰۶، ۲۰۰۷، و ۲۰۱۲ جایزه بهترین روزنامه یورک شایر را دریافت کرده است.

## مکمل‌ها
- دوشنبه - وقت اضافه (ورزشی)، مسابقه (گزارش باشگاه فوتبال هال سیتی.)

- سه شنبه - زنان
- چهارشنبه - تجارت، عکس‌های داغ (ورزش نوجوانان)
- پنجشنبه - راهنمای املاک
- جمعه - موتور پست
- شنبه - راهنمای (مجله سرگرمی، شامل لیست های تلویزیونی)

برای سال‌های متمادی، یک مکمل ورزشی جداگانه در روزهای شنبه منتشر می‌شد. این مکمل چاپ شده بر روی کاغذ روزنامه سبز متمایز، یک ساعت پس از پایان مسابقات تیم‌های فوتبال و لیگ راگبی شهر دردسترس بود و روزنامه فروشی‌ها به طور خاص برای فروش و توزیع آن باز می‌ماندند.